# 東洋ホテル
座標: 北緯34度42分39秒 東経135度29分50秒 / 北緯34.71080473750178度 東経135.4971625533543度
東洋ホテル（とうようホテル）は、かつて大阪市北区豊崎三丁目に存在したホテル。1969年（昭和44年）に開業し、2006年（平成18年）にラマダホテル大阪（ラマダホテルおおさか）となったが、2013年（平成25年）に閉館した。

## 概要
日本万国博覧会（大阪万博）開催に際し、三和銀行（現三菱UFJ銀行）が中心となって東洋ホテル株式会社（The Toyo Hotel, Ltd.）が設立された。設立発起人は、三和銀行の他、みどり館関係の企業が中心で、宇部興産、京阪神急行電鉄、日本通運、野村證券、日立造船、丸善石油、大同生命保険、東洋信託銀行、日本生命保険、東洋不動産、東洋開発であった。社章は三和銀行の社章に類似したものであった。
ホテルは大阪万博の前年である1969年（昭和44年）11月に開業した。大阪の名門高級ホテル「御三家」として、ロイヤルホテル（現リーガロイヤルホテル）及びホテルプラザと並び称された。
敷地は世界長工場跡地の面積約5千平米で、建物は大林組の施行で、地上16階建て、客室数約550室、地下鉄御堂筋線中津駅直結であった。
平成期に入り大阪への外資系ホテル等の進出により業績が悪化し、2004年（平成16年）にモルガン・スタンレーのグループ会社に営業権を譲渡、2006年（平成18年）にはラマダホテルブランドになりラマダホテル大阪に名称変更した。運営会社は株式会社御堂筋ホールディングとなった。
しかしながら、施設の老朽化による維持・改修費用が多額になるとのことで、2013年（平成25年）12月末に閉館した。

## 跡地
ホテルは閉館後解体され、その跡地は、東急不動産、住友商事、及び住友不動産の3社によって、超高層マンション（タワーマンション）に建て替えられ、2020年（令和2年）に「ブランズタワー梅田North」として竣工した。